# 地皇廣場

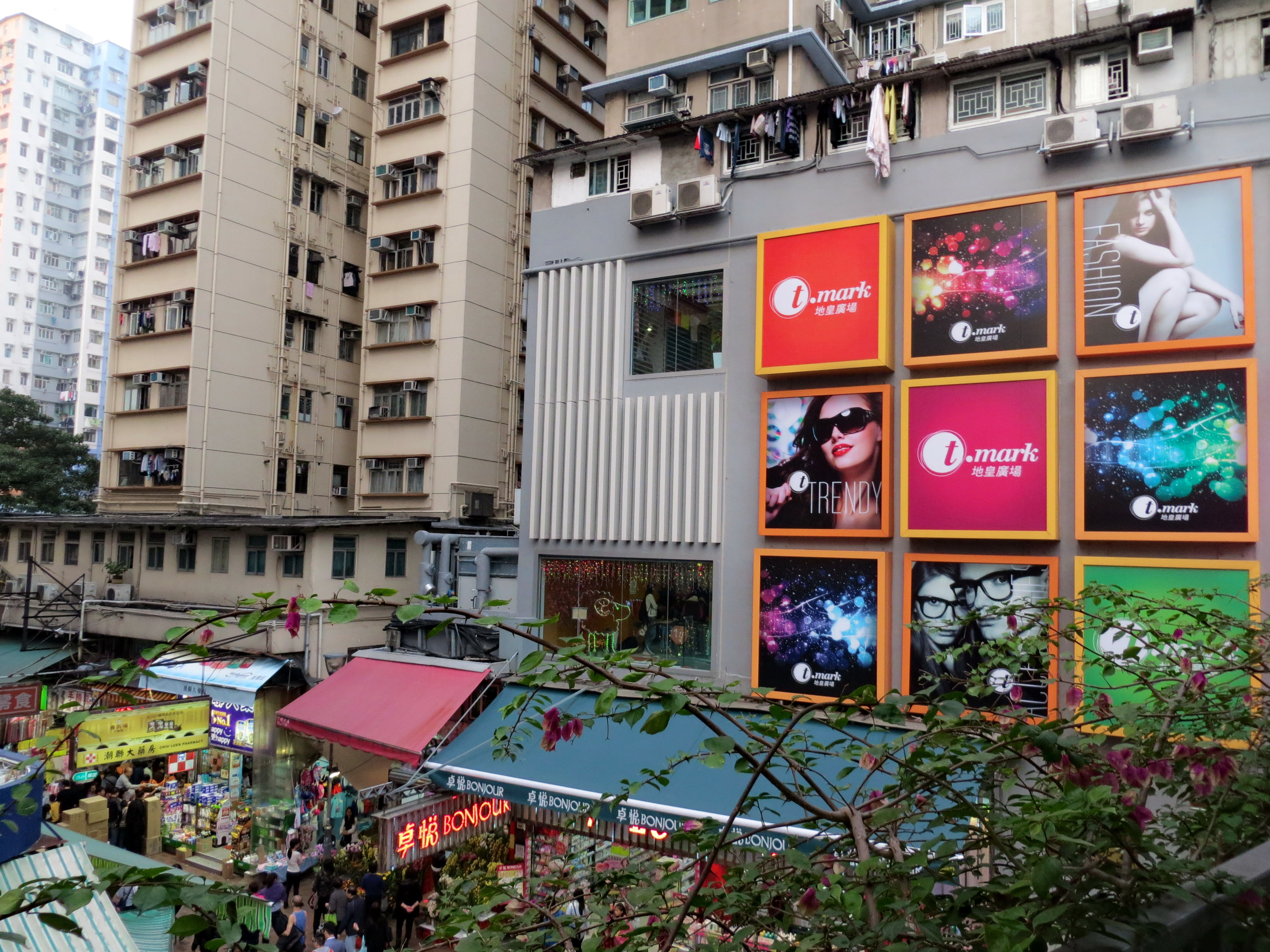
地皇廣場

地皇廣場（英語：T.mark）位於荃灣登發街登發大廈地下部分舖位及1至3樓全層，前身為登發大廈之商場，當時的租客包括有吉野家、超羣餅店、霸王山莊和現代教育。登發大廈原址前身為荃灣河背村。
2012年，人稱「劏舖大王」的投資者尹柏權以4.1億港元向鄧成波購入登發大廈之商場。2013年，更名為地皇廣場，其後拆成二百多個舖位出售，舖位面積由最細的50方呎，至最大的174方呎。尹柏權提供首兩年5厘租金回報保證，出售地皇廣場套現約9億港元。
有購入地皇廣場鋪位的小業主投訴，當年有地產經紀訛稱將會有行人天橋接駁至地皇廣場，商場電梯經常因故障停用，收樓後發現商場設計與售樓書不同，實用面積縮水等的問題，而舖位在首兩年租金保證回報後難以租出。
2016年8月，地皇廣場二樓一個鋪位以166萬元成交，較2013年的購入價407.6萬元低59%。2017年，地皇廣場二樓一個鋪位以30萬元成交，較2012年的購入價400.4萬元低93%。
2016年，超過160名業主成立了「地皇之光有限公司」，發起聯合招租，打通店鋪並引入美食廣場及零食店水晶屋。

## 外部連結
- 地皇廣場Facebook